# 焼津市
焼津市（やいづし）は、静岡県中部に位置する市。

## 概要

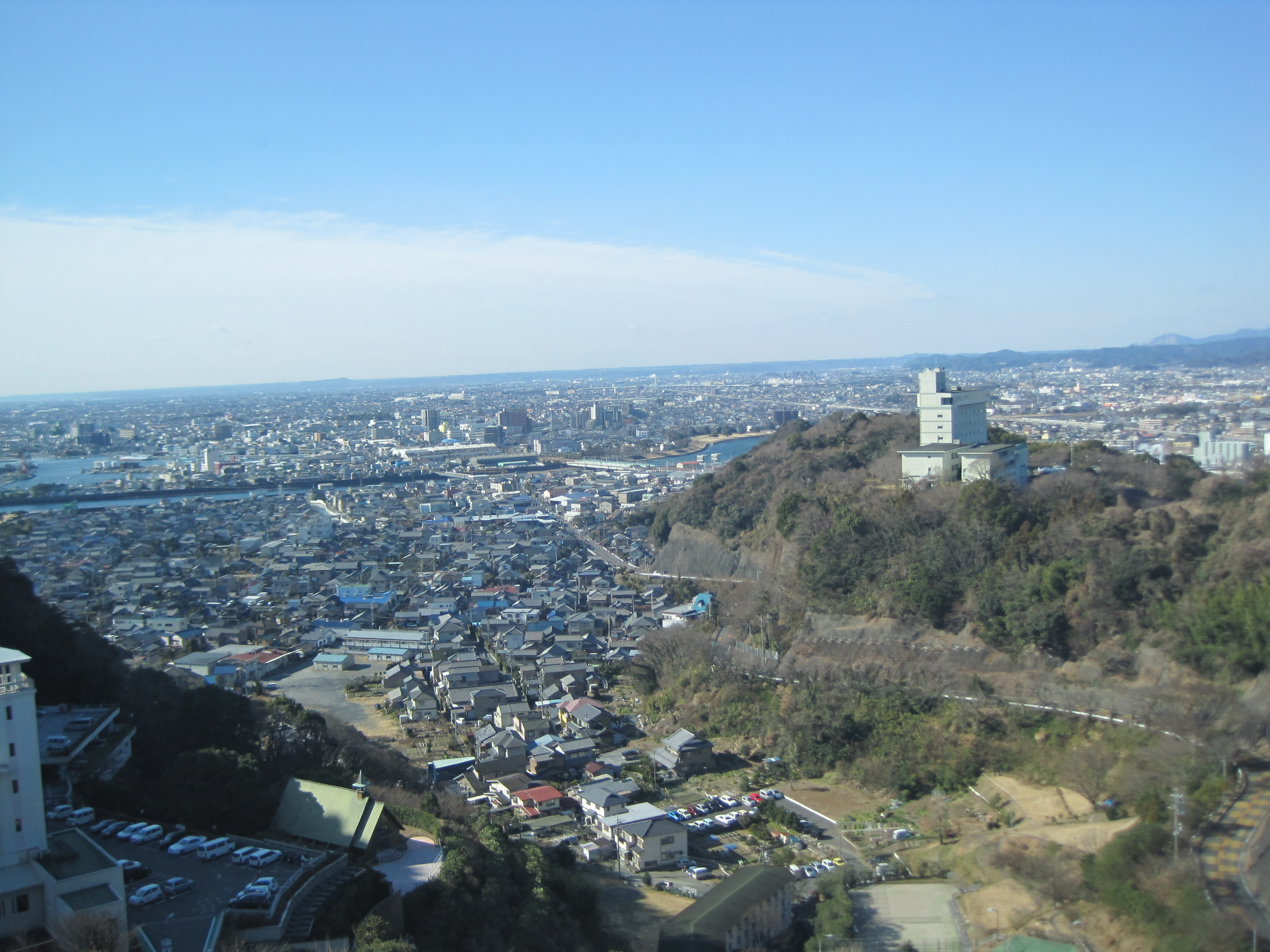
焼津市遠景

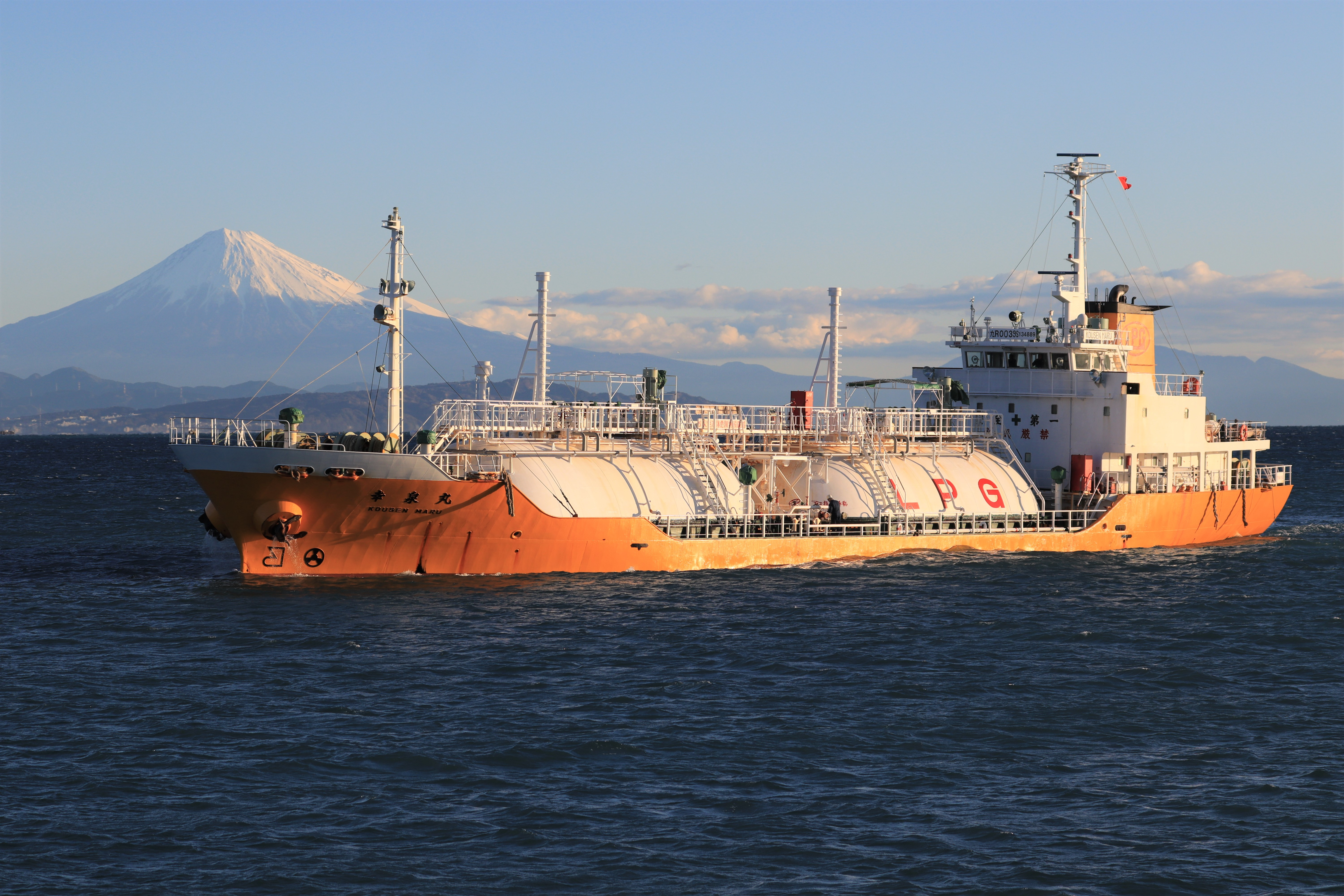
大井川港に港するタンカーと富士山

高草山などの丘陵部を境に静岡市、西に藤枝市、大井川を挟んで吉田町と島田市に接する、志太平野の駿河湾沿岸沿いの市である。
市内には焼津漁港（焼津港・小川港）と大井川港の2つの港湾があり、全国有数の水産文化都市として機能している。東西の交通アクセスを生かし、江戸時代より焼津漁港ではカツオ漁が盛んであり、現在はカツオ・マグロを主とする遠洋漁業の基地となっており、2020年（令和2年）の漁業水揚げ額は全国一位である。
静岡都市圏に属しており、静岡市のベッドタウンである。また、焼津市南部土地区画整理事業（やいづ南部）として166.4ヘクタールに及ぶ南部地区の再開発が行われており、多数の幹線道路や公共交通機関の整備や商業施設の集積が進んでいる。

### 地名の由来
日本神話で、日本武尊（ヤマトタケル）が東征の途中で地元の賊衆に襲われた時、草薙剣で葦を薙ぎ倒し、そこで賊衆を迎えうち、火を放って難を逃れた。その様相が烈火のように見えた、あるいはその火で葦が焼け燃え盛ったという伝承から、「焼津」と命名された。

## 地理

焼津市中心部と焼津港周辺の空中写真。2020年8月16撮影の53枚を合成作成。
。

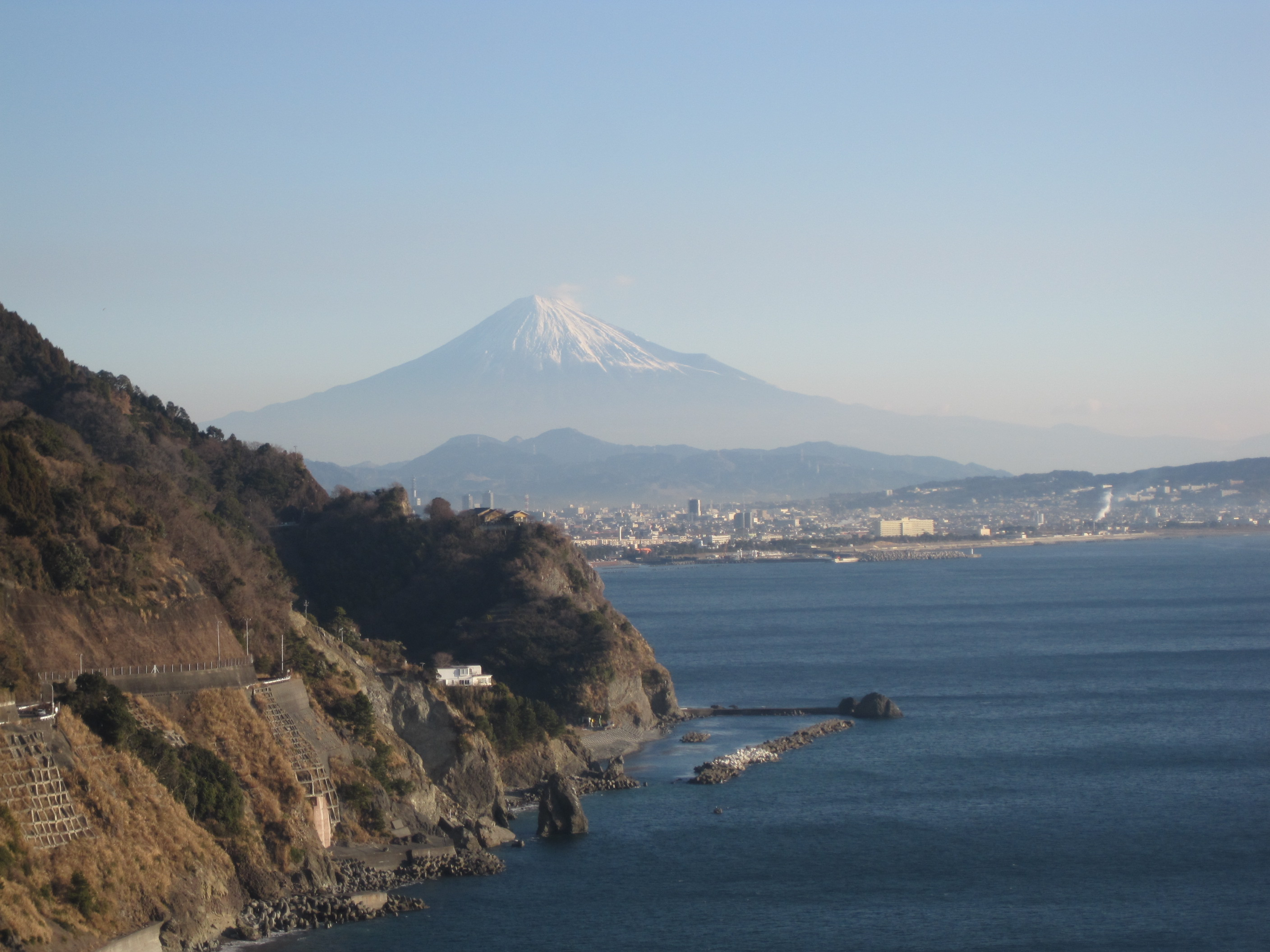
大崩海岸と富士山

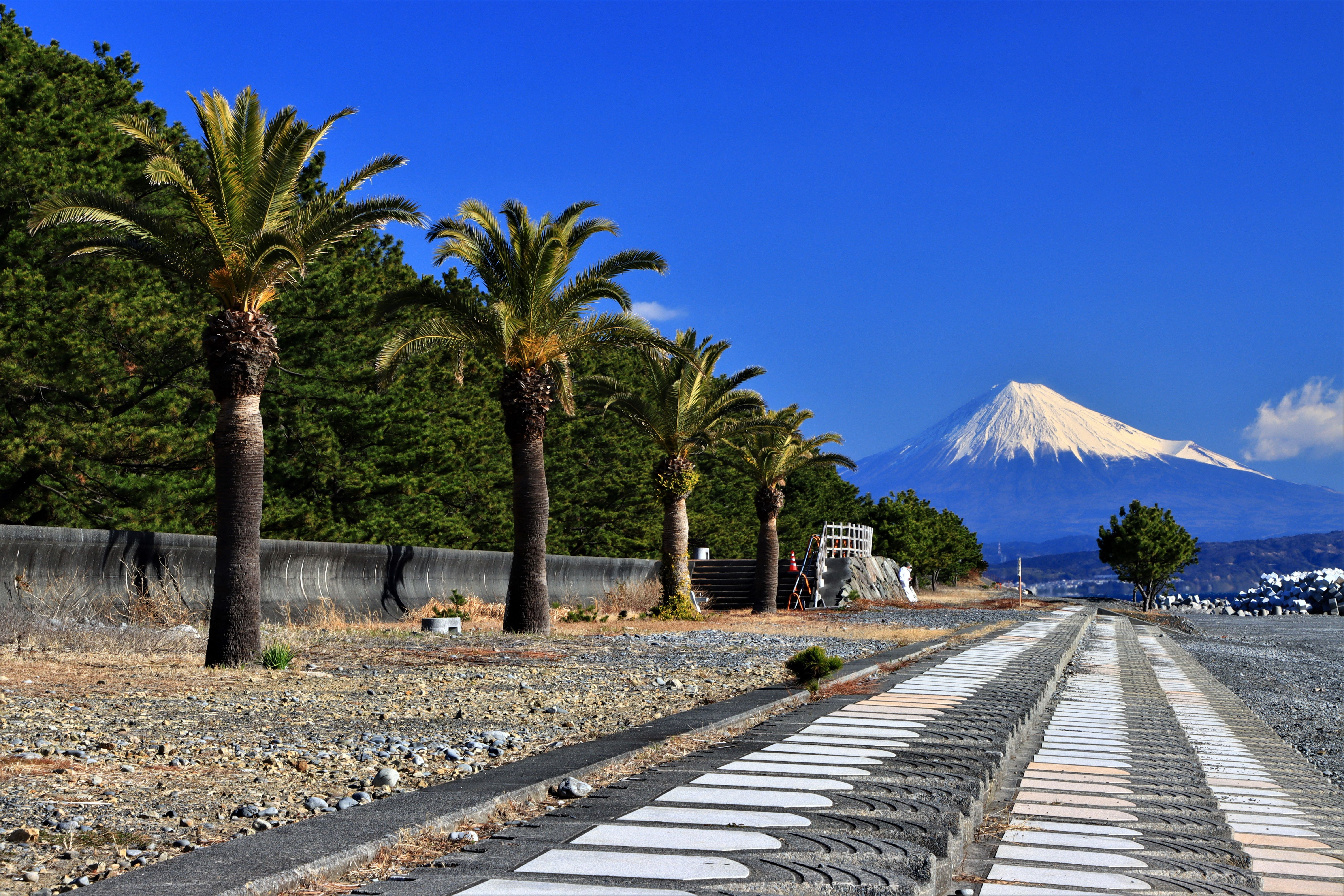
和田浜海岸

### 位置
東京から西へ約193km、名古屋から東へ約173km、京浜・中京のほぼ中間に位置する。
志太平野（大井川の扇状地）の北東に位置する。

### 地形
静岡市との境には「東海の親不知」とも言われる大崩海岸がある。深海湾と呼ばれる駿河湾に面し、最近では新港の建設により、旧小川（こがわ）港を含めた広域漁港、焼津港を形成している。

#### 山地
主な山
- 満観峰
- 花沢山
- 高草山
- 虚空蔵山

#### 河川
主な川
- 瀬戸川
- 栃山川
- 木屋川
- 黒石川
- 小石川
- 朝比奈川
- 大井川

### 気候
年間平均気温16.5℃、冬季の降雪もまれな温暖な気候で、面積は70.31k㎡、北部山間部を除き平坦な区域に、約5万5千世帯、約14万人の市民が生活している。

### 地域
市内はおおまかに7つの地域（地区）に区分される。
※ この項では大字に当たる住所上の地名を記述する。
焼津（やいづ）
- 鰯ケ島（いわしがしま）
- 城之腰（じょうのこし）
- 北浜通（きたはまどおり）
- 焼津（やいづ）
- 焼津（やいづ）（一〜六丁目）
- 本町（ほんまち）（一〜六丁目）
- 新屋（あらや）
- 栄町（さかえまち）（一〜六丁目）
- 塩津（しおつ）
- 駅北（えききた）（一〜五丁目）

- 大栄町（だいえいちょう）（一〜三丁目）
- 中港（なかみなと）（一〜六丁目）
- 大村新田（おおむらしんでん）
- 大村（おおむら）（一〜三丁目）
- 八楠（やぐす）
- 八楠（やぐす）（一〜四丁目）
- 大覚寺（だいかくじ）
- 大覚寺（だいかくじ）（一〜三丁目）
- 越後島（えちごしま）

豊田（とよだ）
- 三ケ名（さんがみょう）
- 五ケ掘之内（ごかほりのうち）
- 小屋敷（こやしき）
- 西焼津（にしやいづ）

- 柳新屋（やなぎあらや）
- 小柳津（おやいづ）
- 小土（こひじ）
- 保福島（ほふくじま）

小川（こがわ）
- 小川（こがわ）
- 小川新町（こがわしんまち）（一〜五丁目）
- 東小川（ひがしこがわ）（一〜八丁目）
- 西小川（にしこがわ）（一〜八丁目）
- 南小川（みなみこがわ）（一〜二丁目）
- 与惣次（よそうじ）（一〜二丁目）

- 石津（いしづ）
- 石津（一〜四丁目）
- 石津向町（いしづむかいちょう）
- 石津中町（いしづなかちょう）
- 石津港町（いしづみなとちょう）
- 下小田上町（しもおだかみまち）

東益津（ひがしましづ）
- 策牛（むちうし）
- 関方（せきがた）
- 方ノ上（かたのかみ）
- 坂本（さかもと）
- 石脇上（いしわきかみ）
- 石脇下（いしわきしも）
- 小浜（おばま）
- 野秋（のあき）

- 花沢（はなざわ）
- 吉津（よしづ）
- 高崎（たかさき）
- 中里（なかざと）
- 岡当目（おかとうめ）
- 浜当目（はまとうめ）
- 浜当目（はまとうめ）（一〜四丁目）

大富（おおとみ）
- 本中根（ほんなかね）
- 中根（なかね）
- 中根新田（なかねしんでん）
- 中新田（なかしんでん）
- 大住（おおずみ）
- 三右衛門新田（さんうえもんしんでん）
- 治長請所（じちょううけしょ）

- 祢宜島（ねぎしま）
- 東祢宜島（ひがしねぎしま）
- 道原（どうばら）
- 東道原（ひがしどうばら）
- 黒石（くろいし）（一〜二丁目）
- 三和（みわ）
- 大島（おおじま）
- 大島新田（おおじましんでん）

和田（わだ）
- 惣右衛門（そううえもん）
- 一色（いっしき）
- 田尻（たじり）
- 田尻北（たじりきた）

- 下小田（しもおだ）
- 下小田中町（しもおだなかまち）
- 北新田（きたしんでん）
- すみれ台（すみれだい）（一〜二丁目）

大井川（おおいがわ）
- 中島（なかじま）
- 飯淵（はぶち）
- 利右衛門（りえもん）
- 吉永（よしなが）
- 高新田（たかしんでん）
- 宗高（むなだか）
- 上小杉（かみこすぎ）

- 藤守（ふじもり）
- 下小杉（しもこすぎ）
- 相川（あいかわ）
- 西島（にしじま）
- 上泉（かみいずみ）
- 下江留（しもえどめ）
- 上新田（かみしんでん）

### 人口
| |                                        |  |
| 焼津市と全国の年齢別人口分布（2005年） | 焼津市の年齢・男女別人口分布（2005年） |  |
| ■紫色 ― 焼津市 ■緑色 ― 日本全国 | ■青色 ― 男性 ■赤色 ― 女性              |  |
| 焼津市（に相当する地域）の人口の推移 \| 1970年（昭和45年） \| 99,549人 \| \| \| 1975年（昭和50年） \| 111,684人 \| \| \| 1980年（昭和55年） \| 124,071人 \| \| \| 1985年（昭和60年） \| 130,106人 \| \| \| 1990年（平成2年） \| 134,208人 \| \| \| 1995年（平成7年） \| 139,083人 \| \| \| 2000年（平成12年） \| 141,452人 \| \| \| 2005年（平成17年） \| 143,101人 \| \| \| 2010年（平成22年） \| 143,249人 \| \| \| 2015年（平成27年） \| 139,462人 \| \| \| 2020年（令和2年） \| 136,845人 \| \| |                                        |  |
| 総務省統計局 国勢調査より |                                        |  |
| 1970年（昭和45年） | 99,549人                               |  |
| 1975年（昭和50年） | 111,684人                              |  |
| 1980年（昭和55年） | 124,071人                              |  |
| 1985年（昭和60年） | 130,106人                              |  |
| 1990年（平成2年） | 134,208人                              |  |
| 1995年（平成7年） | 139,083人                              |  |
| 2000年（平成12年） | 141,452人                              |  |
| 2005年（平成17年） | 143,101人                              |  |
| 2010年（平成22年） | 143,249人                              |  |
| 2015年（平成27年） | 139,462人                              |  |
| 2020年（令和2年） | 136,845人                              |  |

### 隣接自治体・行政区
静岡県
- 静岡市（駿河区）
- 藤枝市
- 島田市
- 榛原郡：吉田町

## 歴史

### 古代
- 5世紀頃：焼津神社（入江大明神）は反正天皇の時代に創立されたと伝えられる。
- 古墳時代終末～飛鳥時代：高草山一帯に笛吹段・兎沢・筧沢・奥屋敷古墳群など多数の古墳群が造られる。
- 729年 - 749年（天平年間）：行基が法華寺（天台宗）を建立したと伝えられる。
- 815年（弘仁6年）：空海（弘法大師）が香集院（俗に虚空蔵山。真言宗、後に曹洞宗）を建立したと伝えられる。

### 中世
- 1487年（長享元年）：今川氏親の後見・伊勢盛時が石脇城で挙兵し、今川家の家督争いを制する。

### 近世

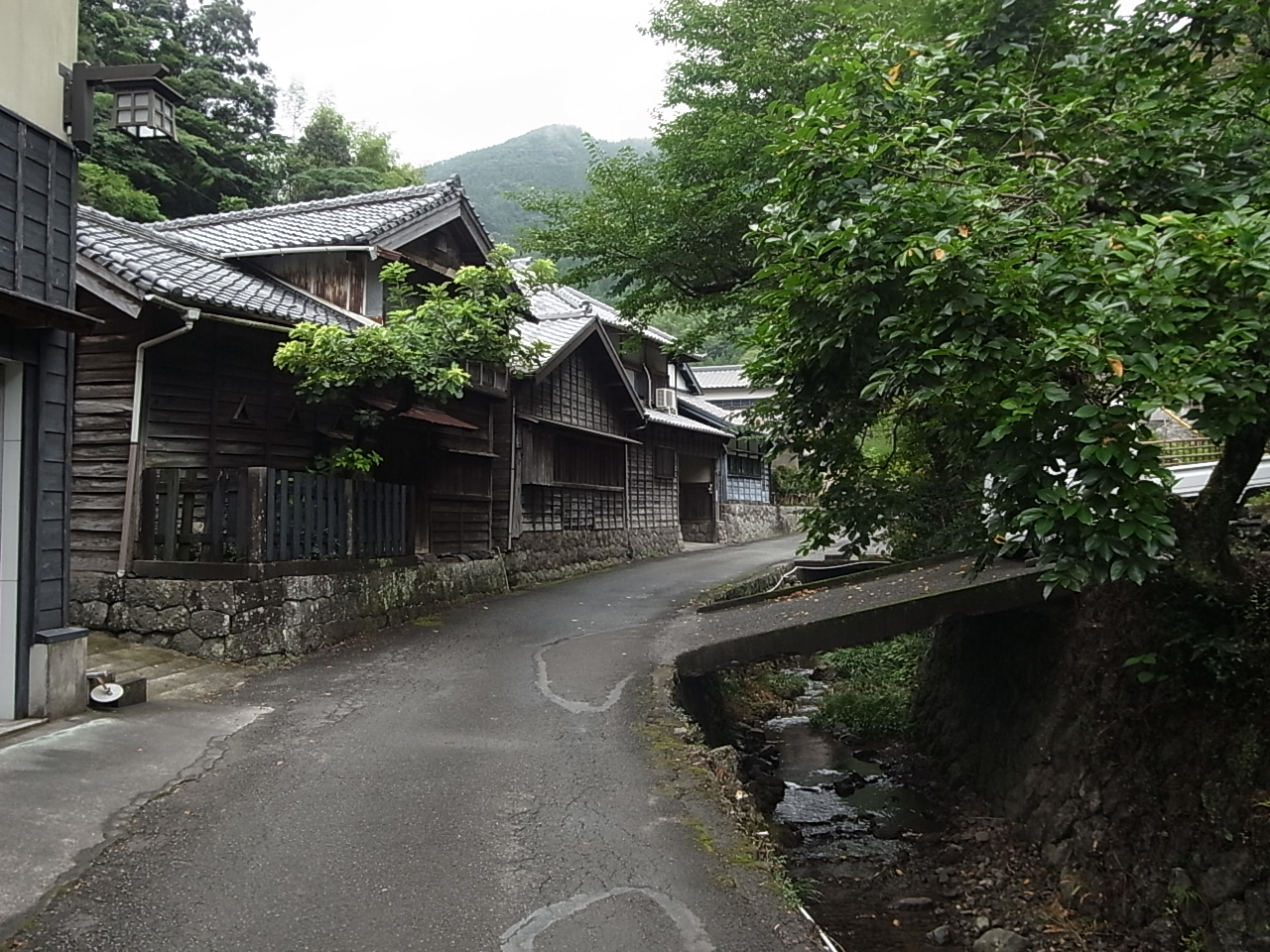
江戸時代の町並みを残す花沢地区（重要伝統的建造物群保存地区）

- 1594年（文禄3年）：この頃の和田湊は、大井川奥地の木材を江戸へ回送する集散港であった。
- 江戸時代には田中藩の治下に置かれる。
- 1614年（慶長19年）：焼津産の生鰹と甘鯛を、駿府城に隠居していた徳川家康に献じる。
- 1642年（寛永19年）：田中藩が浜奉行を設け、海岸の防衛や漁村の貢税の取り立てを行う。
- 1705年（宝永2年）：古文書によれば、鰹節の製造が既に行われていた。
- 1753年（宝暦3年）：永豊寺住職（小川）が、宇治より緑茶の種子を持ち帰り、村民に緑茶の栽培を教える。

### 近代
明治

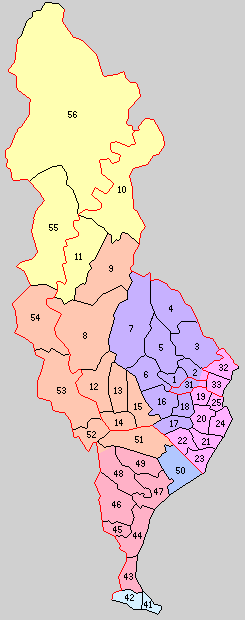
大井川流域の町村制施行時の町村。33が焼津村。(19.豊田村 20.大富村 21.静浜村→大井川町 22.相川村→大井川町 23.吉永村→大井川町 24.和田村 25.小川村 31.西益津村 32.東益津村)

- 1871年（明治4年）8月29日：廃藩置県で静岡県に属する。
- 1884年（明治17年）7月：戸長を官選に改め、戸長役場を置く。
- 1889年（明治22年）10月1日：村制施行により益津郡焼津村が発足。
- 1896年（明治29年）4月1日：益津郡・志太郡の区域に改めて志太郡が設置され、同郡の所属となる。
- 1897年（明治30年）8月4日：小泉八雲が初めて焼津を訪れる。
- 1901年（明治34年）
  - 6月28日：町制施行（戸数 1,780戸、人口 10,472人）。焼津町となる。
  - 鰹節の焼津節が土佐節を抜き、東京鰹節相場の首位を確保する。
- 1903年（明治36年）：焼津漁業組合を設立。
- 1907年（明治40年）：焼津漁船の、氷で冷やす鮮魚の運搬方法が一気に普及する。
- 1908年（明治41年）：鉄道輸送に冷蔵貨車が登場。焼津港の鮮魚の高速輸送が本格化する
- 1909年（明治42年）：このころから焼津漁船の動力化がすすむ。

大正
- 1924年（大正13年）：焼津港初の鋼船が進水。
- 1925年（大正14年）：焼津漁業組合に民間初の漁業無線局が認可される。

### 近現代
昭和（戦前）
- 1926年（昭和元年）[元号要検証]：焼津港のカツオ船が急増したため、定数を決め、以後5年間は増加を中止する措置をとる。
- 1930年（昭和5年）5月30日： 昭和天皇が静岡県内を行幸。焼津町内は鰯ケ島海岸や鰹節製造工場を視察[10]。
- 1937年（昭和12年）7月：焼津船籍の漁船の徴用が始まる。
- 1941年（昭和16年）8月：漁船の徴用で焼津港の遠洋漁船のほとんどが消滅。焼津港の徴用船はわかっているだけでも 113隻。うち、1940年以後の徴用船で無事帰還できたのは 10隻あまり。乗組員 401人の戦死が確認されている。

昭和（戦後）
- 1946年（昭和21年）6月18日：昭和天皇の戦後巡幸。焼津魚市場、焼津造船所を視察[11]。
- 1951年（昭和26年）
  - 3月1日：市制施行（戸数 5,604戸、人口 31,016人）。焼津市となる。
  - 6月4日：焼津漁港（内港、第一船停泊地約5万m2）完成。
- 1953年（昭和28年）11月1日：志太郡豊田村を合併。
- 1954年（昭和29年）3月1日：焼津港を出港した第五福竜丸が、ビキニ岩礁近海で水爆実験に遭い、被曝する。
- 1954年（昭和29年）3月31日：志太郡藤枝町大覚寺上・大覚寺下地区を合併。（藤枝町の残部は藤枝市の一部となる）
- 1955年（昭和30年）1月1日：志太郡東益津村、小川町、大富村、和田村を合併。
- 1956年（昭和31年）
  - 3月：原水爆実験禁止を焼津市議会で議決。
  - 焼津漁港が水揚高68億円に達し、漁港日本一となる。
- 1957年（昭和32年）4月1日：志太郡広幡村越後島地区を合併。（広幡村の残部は藤枝市へ編入）
- 1958年（昭和33年）：市域の急速な拡大と、それに伴う旧町域への設備投資が嵩み、市財政の累積赤字が4億円を超える。
- 1958年（昭和33年）：赤痢の集団発生。住民821人が感染。原因は上水道の汚染[12]。
- 1959年（昭和34年）：昭和通り改装オープン。財政再建促進特別措置法の準用団体に転落。
- 1961年（昭和36年）：平和都市宣言。
- 1965年（昭和40年）10月：マリアナ群島アグリハン島沖合において焼津港所属船2隻遭難、乗組員72名が殉職。（マリアナ海域漁船集団遭難事件）
- 1966年（昭和41年）
  - 3月：昭和40年度末にて財政再建計画書による財政再建を2カ年前倒しで達成、財政再建団体から脱出。
  - 10月：交通安全都市、衛生都市を宣言する。
- 1968年（昭和43年）3月：焼津漁港の第二・第三船停泊地完成。
- 1969年（昭和44年）：焼津新港（第四計画）起工。
- 1970年（昭和45年）8月：焼津漁協、超低温冷蔵庫（-45℃、収容能力2,000t）が完成する。
- 1977年（昭和52年）
  - 2月：ホバート市と姉妹都市提携。
  - 5月：10万都市となる（県下7番目）。
  - 5月2日：日本が200カイリ漁業水域を設定。焼津船籍の漁業水域も大幅に制限される。
- 1979年（昭和54年）7月：東名日本坂トンネル大火災事故。
- 1980年（昭和55年）4月：障害者福祉都市の指定を受ける。
- 1983年（昭和58年）：第3セクター「株式会社焼津水産振興センター」設立。
- 1985年（昭和60年）
  - 6月：「核兵器廃絶を願う焼津宣言」を市議会で議決。
  - 10月：焼津さかなセンター、オープン（株式会社焼津水産振興センター発足、現在は協同組合）。

### 現代
平成
- 1989年（平成元年）4月：小川港港市場荷捌場完成。
- 1995年（平成7年）10月：臨時市議会で「平和都市焼津宣言」を議決。
- 1998年（平成10年）10月：FAO（国連食糧農業機関）において漁獲能力削減が採択され、焼津のマグロ延縄漁船も7隻が減船された。
- 2000年（平成12年）12月：地域イントラネット稼働。
- 2001年（平成13年）：広域漁港、新焼津港完成。
- 2001年（平成13年）9月：駿河湾深層水の取水供給施設が完成。
- 2003年（平成15年）5月：駿河湾深層水脱塩施設が完成、供用開始。
- 2004年（平成16年）4月17日：深層水ミュージアム開館。
- 2008年（平成20年）11月1日：志太郡大井川町を編入。
- 2014年（平成26年）9月18日：焼津市花沢地区が重要伝統的建造物群保存地区として選定される[13]（花沢の里）。

令和
- 2021年（令和3年）9月21日：それまでの市庁舎の西側に新しい市庁舎が開庁[14]。
- 2021年（令和3年）10月11日：焼津漁港カツオ窃盗事件発覚。
- 2024年（令和6年）8月8日 - 南海トラフ地震に関連する情報が発出。同年8月14日開催予定焼津海上花火大会が延期、同年8月15日開催予定の戦没者追悼式・平和祈念式典が中止された[15]。

### 災害史
主な自然災害(20世紀以降)
- 1923年9月1日 - 関東大震災
- 1930年2月13日 - 伊東群発地震
- 1930年11月26日 - 北伊豆地震(三島市で最大震度6,死者272人)
- 1944年12月7日 - 昭和東南海地震(静岡県御前崎市で最大震度6)

　　(死者・行方不明者1223人、伊豆から紀伊に津波)
- 1974年5月9日 - 伊豆半島沖地震(静岡県南伊豆町で最大震度5、死者30人)
- 1978年1月14日 - 伊豆大島近海の地震(伊豆大島と横浜市で最大震度5、死者25人)
- 1980年6月25日 - 伊豆半島東方沖で群発地震(伊豆大島と熱海市で最大震度5)
- 1989年6月30日 - 伊豆半島東方沖で群発地震(熱海市で最大震度4)
- 1989年7月13日 - 【手石海丘】海底火山噴火(伊豆東部火山群)
- 1998年4月20日 - 伊豆半島東方沖で群発地震(伊豆大島と熱海市・伊東市で最大震度4)
- 2009年8月9日 - 東海道南方沖で地震(最大震度4)
- 2009年8月11日 - 駿河湾地震(静岡県御前崎市・牧之原市・焼津市・伊豆市で最大震度6弱)

　　(東海地震観測情報を発表、最大40cmの津波)
- 2024年8月29日 - 台風10号接近に伴う集中豪雨。市内各所で道路が冠水し、自動車が50台以上水没するなどの被害[16]。

## 行政

### 市長
- 市長：中野弘道（2012年12月24日就任、3期目）

### 市章
市章は、市民から公募し、1952年（昭和27年）11月に制定。カタカナの「ヤイヅ」 を図案化したもので、市民の協力と伸びゆく市勢を象徴している。

### 市民憲章
焼津市民憲章
私たちは、秀麗な富士と駿河湾をのぞみ、豊かな志太平野の自然の中で育った焼津市民であることに誇りをもち、先人によって築かれてきた貴重な歴史をふりかえりつつ、希望に満ちた、魅力あるまちを創るために、この憲章を定めます。
1. 豊かな自然を愛し、平和で住みよいまちをつくります。
2. 地域の資源を活かし、潤いと活力のあるまちをつくります。
3. 子どもたちが健やかに育つ、明るいまちをつくります。
4. スポーツと文化に親しみ、心やすらぐまちをつくります。
5. 互いに支え合い、安心・安全なまちをつくります。

### 財政
- 2011年度決算（一般会計）[17]
  - 歳入：474億442万円
  - 歳出：455億4,893万円
- 2012年度当初予算[18]
  - 予算総額は874億8,911万円（対前年2.5%増）
  - うち一般会計は440億8,800万円（対前年0.4%増）

## 議会

### 市議会
| 会派                   | 人数 |
| ---------------------- | ---- |
| 凌雲の会               | 10   |
| 市民派議員団           | 3    |
| 公明党議員団           | 2    |
| 日本共産党市議会議員団 | 2    |
| 無所属                 | 1    |

### 県議会
- 選挙区：焼津市選挙区
- 定数：2人
- 投票日：2023年4月9日
- 当日有権者数：111,620人
- 投票率：39.68％

| 候補者名 | 当落 | 年齢 | 所属党派   | 新旧別 | 得票数   |
| -------- | ---- | ---- | ---------- | ------ | -------- |
| 良知淳行 | 当   | 58   | 自由民主党 | 現     | 14,059票 |
| 塚本大   | 当   | 48   | 無所属     | 元     | 14,059票 |
| 諸田洋之 | 落   | 56   | 無所属     | 現     | 7,976票  |
| 松島和久 | 落   | 63   | 自由民主党 | 新     | 6,846票  |

### 衆議院
- 選挙区：静岡2区（島田市、焼津市、藤枝市、御前崎市（旧御前崎町域）、牧之原市、榛原郡）
- 任期：2021年10月31日 - 2025年10月30日
- 投票日：2021年10月31日
- 当日有権者数：388,436人
- 投票率：56.11％

| 当落 | 候補者名 | 年齢 | 所属党派   | 新旧別 | 得票数    | 重複 |
| ---- | -------- | ---- | ---------- | ------ | --------- | ---- |
| 当   | 井林辰憲 | 45   | 自由民主党 | 前     | 131,082票 | ○    |
|      | 福村隆   | 58   | 立憲民主党 | 新     | 71,032票  | ○    |
|      | 山口祐樹 | 31   | 日本共産党 | 新     | 12,396票  |      |

## 国家機関

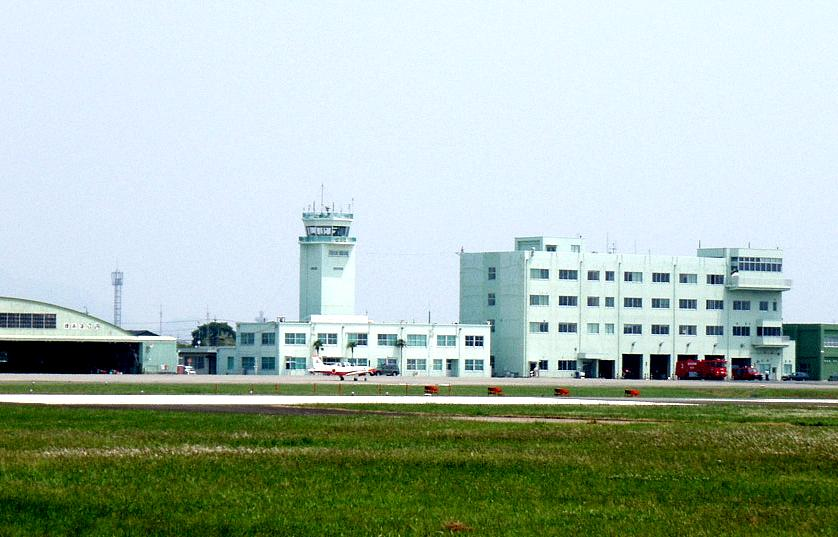
航空自衛隊静浜基地

### 国土交通省
- 国土地理院
  - 焼津験潮場

### 厚生労働省
- 静岡労働局
  - 焼津公共職業安定所

### 防衛省
自衛隊
- 航空自衛隊
  - 静浜基地

## 施設

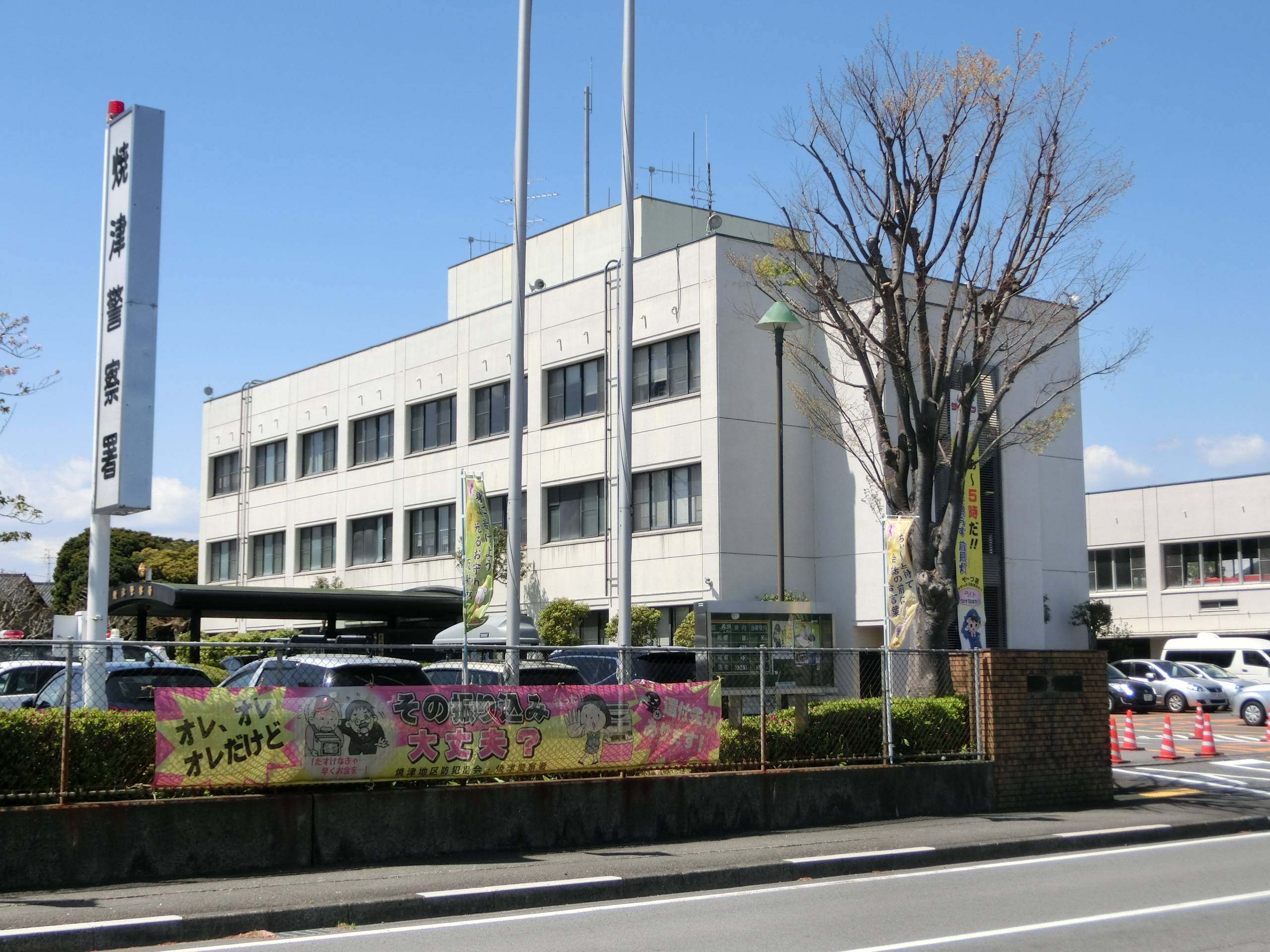
焼津警察署

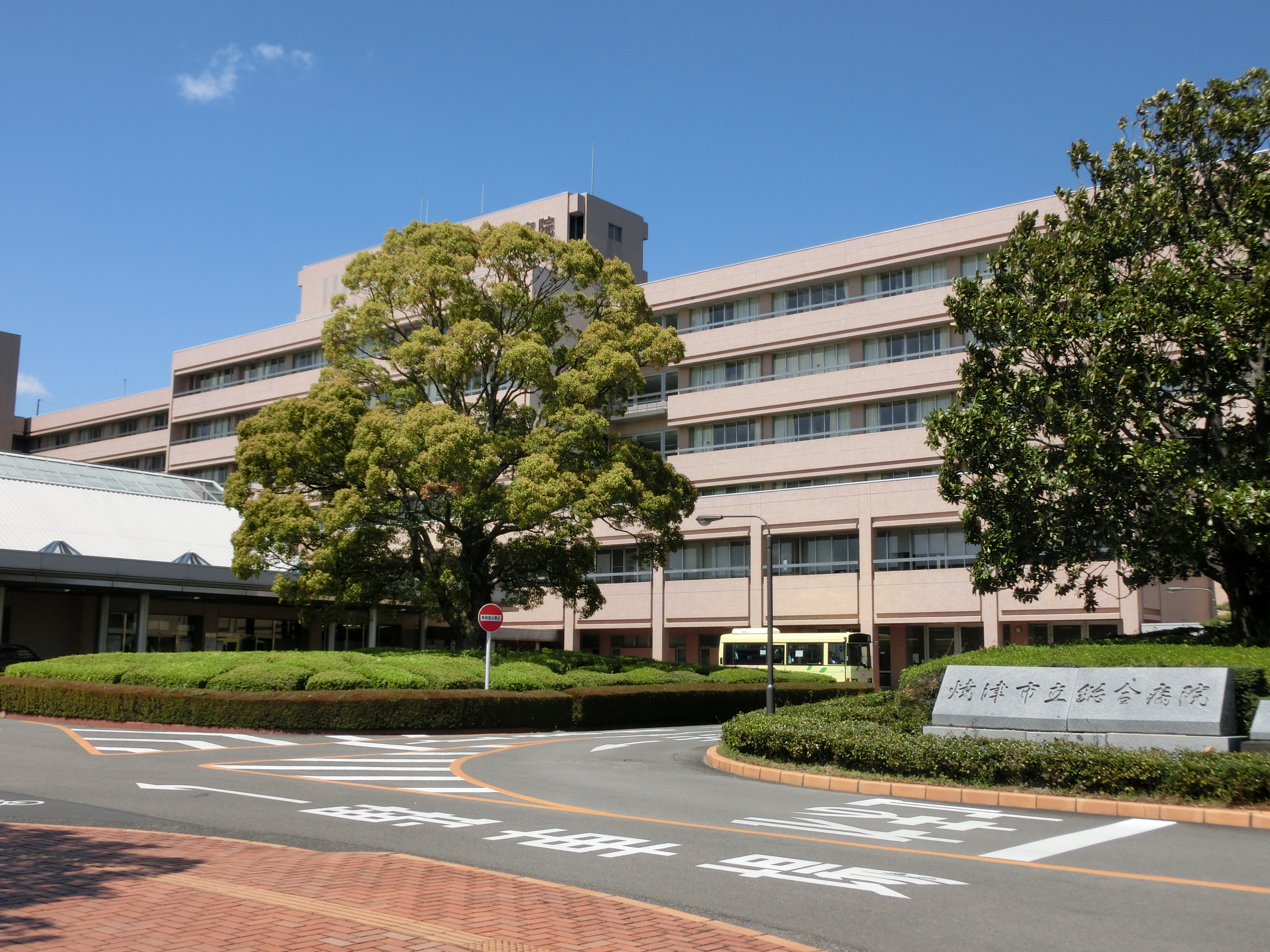
焼津市立総合病院

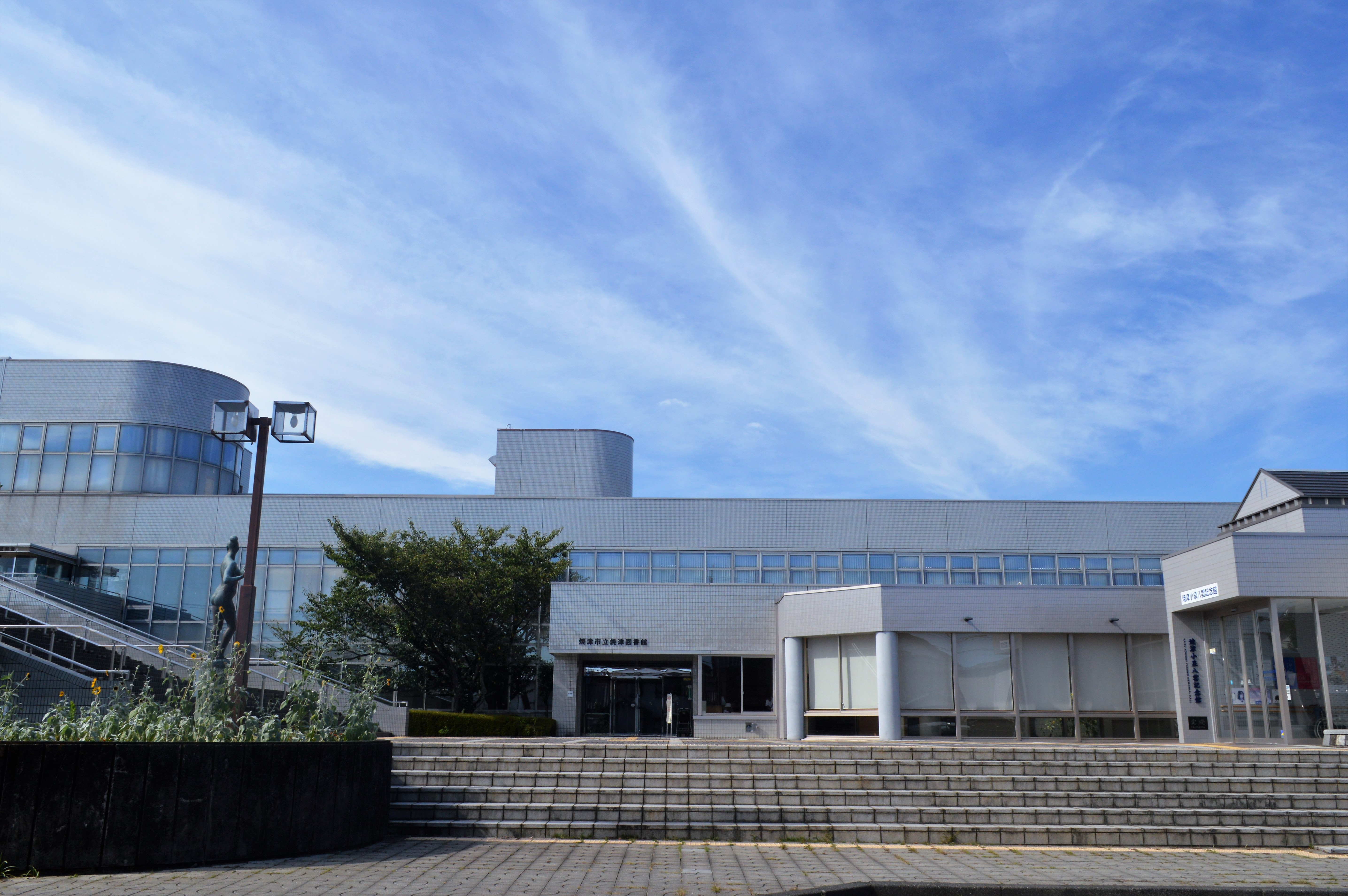
焼津市立焼津図書館

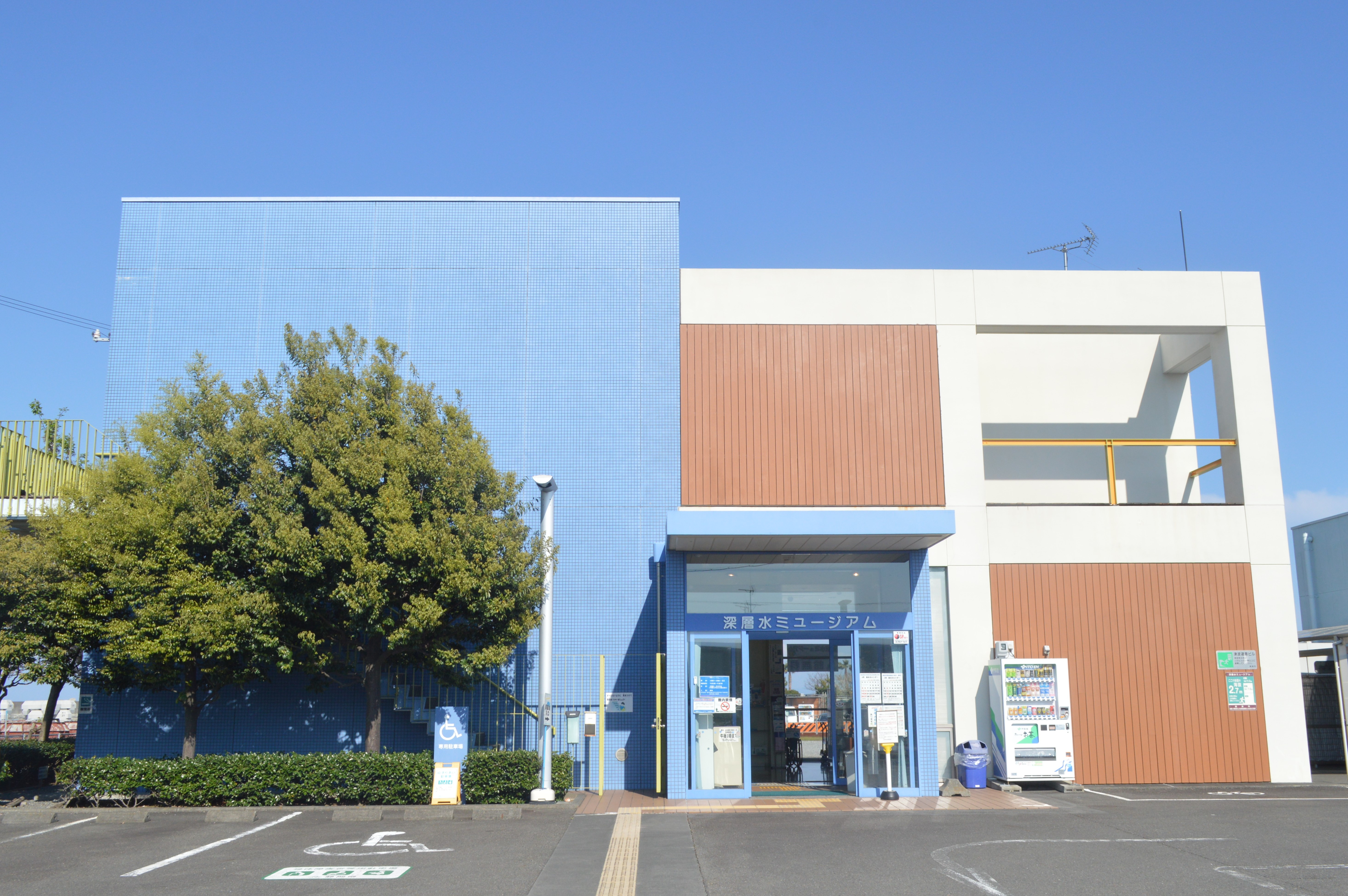
深層水ミュージアム

### 警察
本部
- 静岡県警察
  - 焼津警察署
  - 静岡県警察航空隊[19]

交番
- 八楠交番（焼津市八楠）
- 小川交番（焼津市石津）
- 西焼津駅前交番（焼津市西焼津）
- 焼津駅北交番（焼津市駅北）
- 中央交番（焼津市焼津）
- 港交番（焼津市中港）
- 大富交番（焼津市中新田）
- 和田交番（焼津市田尻）

駐在所
- 東益津駐在所（焼津市石脇上）

### 消防
本部
- 志太広域事務組合

消防署
- 焼津消防署（焼津市石津728-2）

分署
- 東分署（焼津市焼津6-5-18）
- 大井川分署（焼津市宗高909-1）

### 医療
主な病院
- 焼津市立総合病院

保健所
- 焼津市保健センター

### 福祉
- 焼津市福祉老人センター
- 焼津市立養護老人ホーム「慈恵園」

### 郵便局
主な郵便局
- 焼津郵便局

### 図書館
- 焼津市立図書館（組織名）
  - 焼津市立焼津図書館
    - 1916年（大正5年）5月には焼津町立尋常小学校の物置を改修し、小学校附属図書館として創立した。1922年（大正11年）4月には焼津町に移管され、町立焼津図書館に改称した。同年6月には公共図書館として静岡県知事の認可を受けている。1950年には焼津市立図書館条例を制定した。1967年（昭和42年）1月4日には焼津市産業会館の3階に移転開館した。1985年（昭和60年）6月には焼津市文化センターに現行館が開館した。2007年（平成19年）6月には焼津小泉八雲記念館が開館している。2008年（平成20年）11月には焼津市と大井川町が合併し、焼津市立焼津図書館に改称した。[20]

  - 焼津市立大井川図書館

### 博物館
- 焼津市歴史民俗資料館
- 焼津小泉八雲記念館
- 焼津漁業資料館
- ディスカバリーパーク焼津天文科学館
- ディスカバリーパーク焼津水夢館
- 深層水ミュージアム
- 龍っちゃんのカッパ館

### 交流施設
- 焼津市文化センター
- 焼津市産業会館
- サンライフ焼津
- ウェルシップ焼津

### 運動施設
- アクアスやいづ - 屋内プール
- 焼津市総合グラウンド（シーガルドーム、野球場、陸上競技場、テニスコート）
- 焼津市民体育館
- 焼津市営青峯プール

## 対外関係

### 姉妹都市・提携都市

#### 海外
姉妹都市
- ホバート（オーストラリア連邦 タスマニア州）
  - 1977年2月17日 - 姉妹都市提携

#### 国内
姉妹都市
- 土岐市（中部地方 岐阜県）
  - スポーツ姉妹都市提携

## 経済

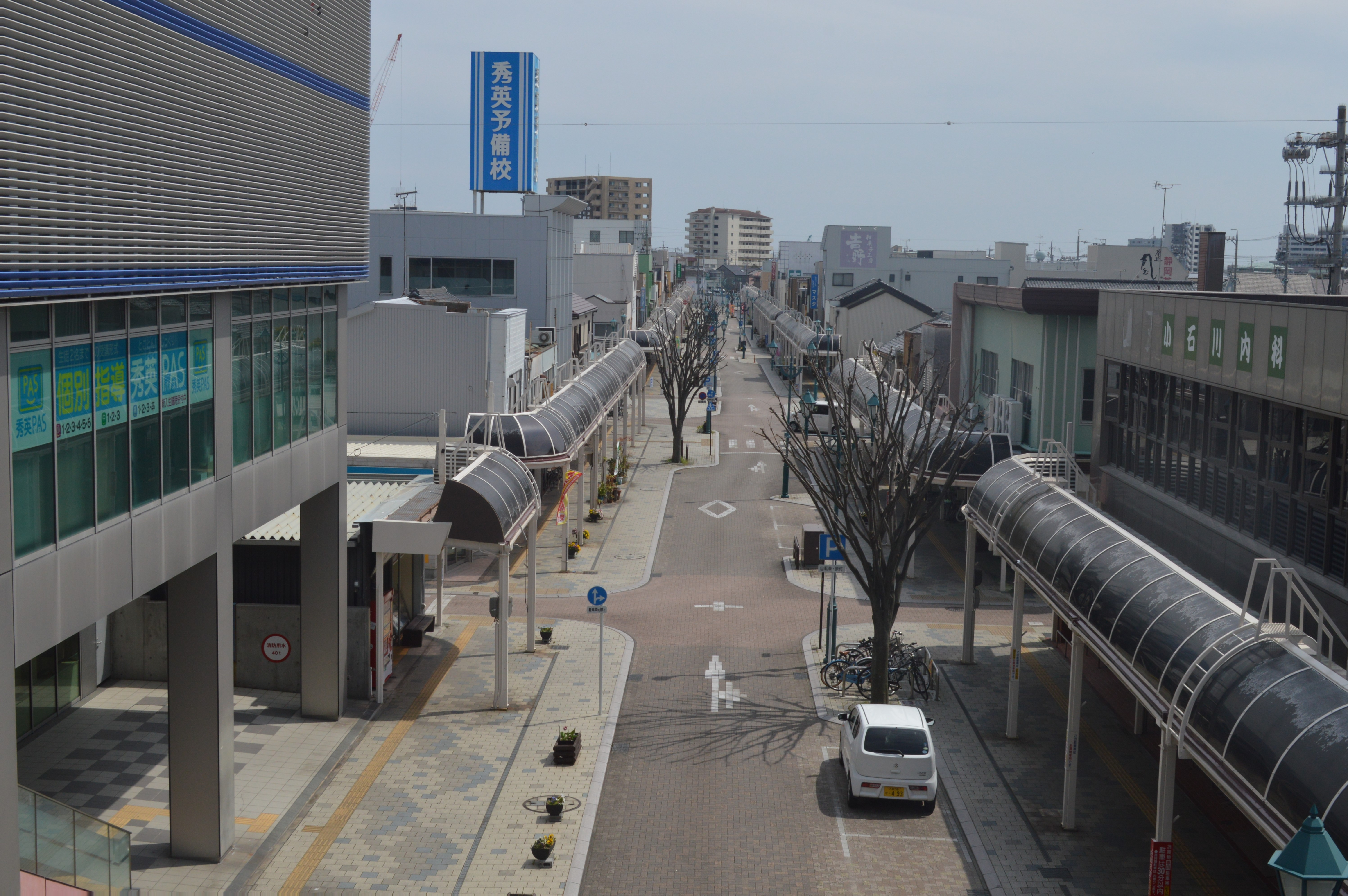
焼津駅前商店街

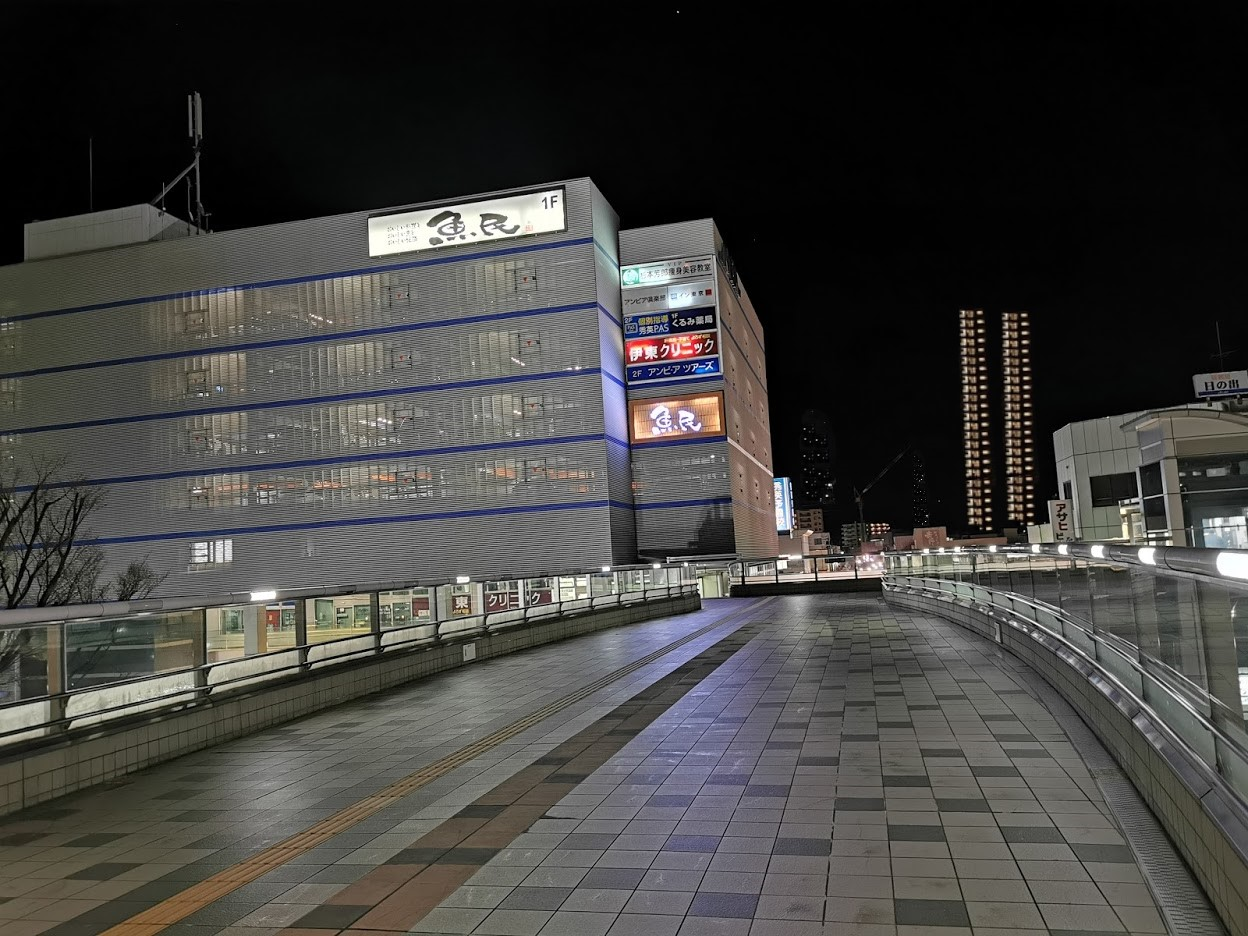
焼津駅周辺

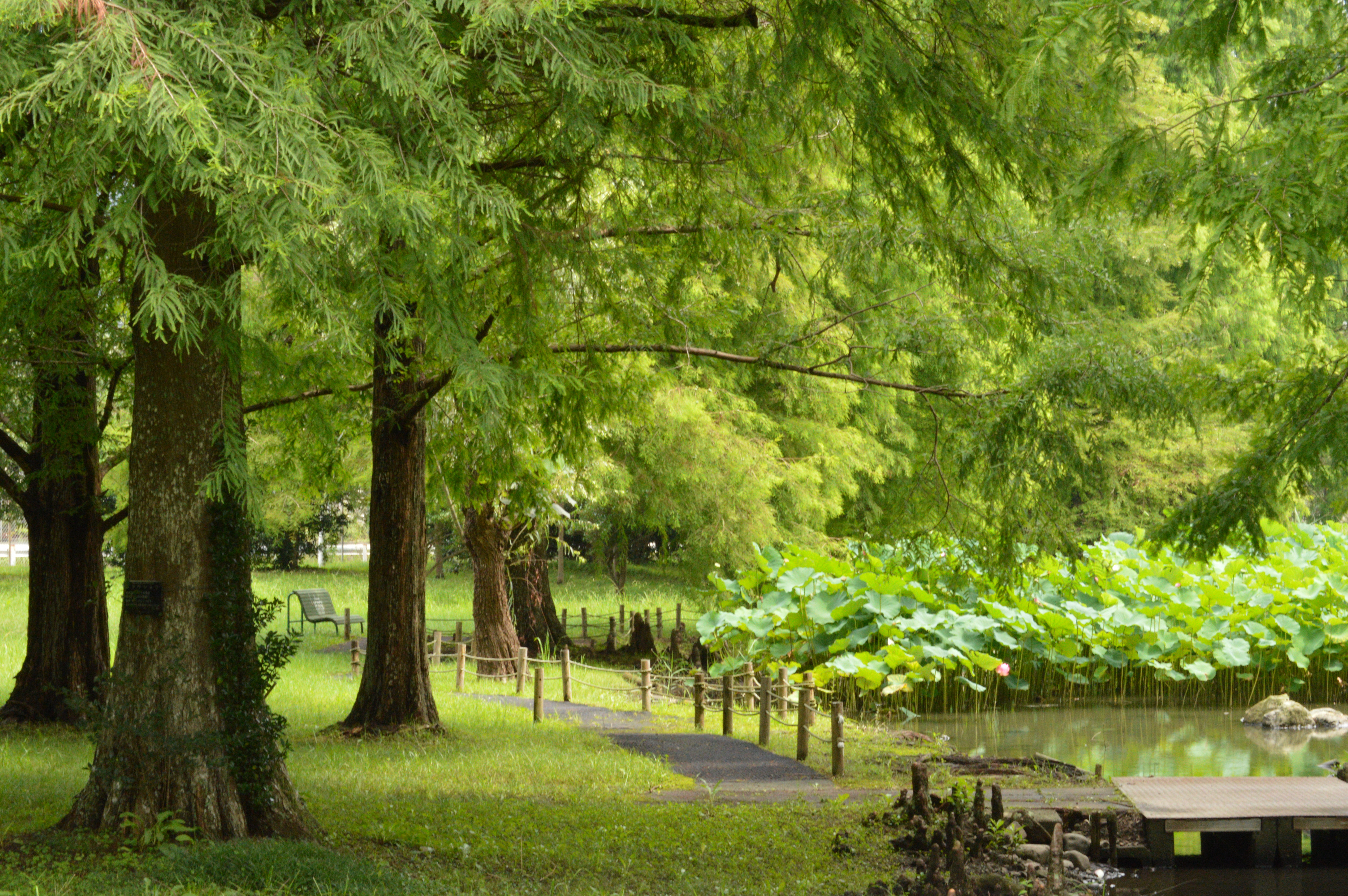
サッポロビール静岡工場のビオトープ園

### 第一次産業

#### 農業
主な生産物
- トマト
- メロン
- 梨
- 緑茶

#### 漁業
主な生産物
- 鰹
- 鮪（水揚げ全国1位）[要出典]
- 鯖（水揚げ全国3位） （2002年現在）[要出典]

### 第二次産業

#### 工業
水産加工業
- 鳴門巻き
- 鰹節
- 蒲鉾
- 黒はんぺん
- 鰹エキス
- 塩辛
- 佃煮

主な工場
良質で豊富な地下水、駿河湾深層水、便利な交通などが利用されている。
- アステラス製薬
- 赤阪鐵工所
- サッポロビール 静岡工場
- 東洋水産
- はごろもフーズ
- 焼津水産化学工業
- 柳屋本店
- 丸又
- いちまる ブラ・ド・シェフ食品工場（真空調理法食品）
- 日清食品
- ソニーDADCジャパン 静岡工場（DADJ-O）大井川
- ニッセー（ダイドードリンコOEM）
- シーラック
- 株式会社マルイリフードサプライ

### 第三次産業

#### 商業
主な商業施設
- イオン焼津ショッピングセンター

### 拠点を置く企業
- ハセガワ
- 坪井特殊車体
- 株式会社カネ万近藤商店
- シーラックパル株式会社
- 株式会社マルハチ村松
- 福一漁業株式会社
- 株式会社新丸正
- 株式会社マルイリフードサプライ
- 株式会社田子重

## 生活基盤

### ライフライン

#### 上下水道
- 静岡県大井川広域水道企業団

## 教育

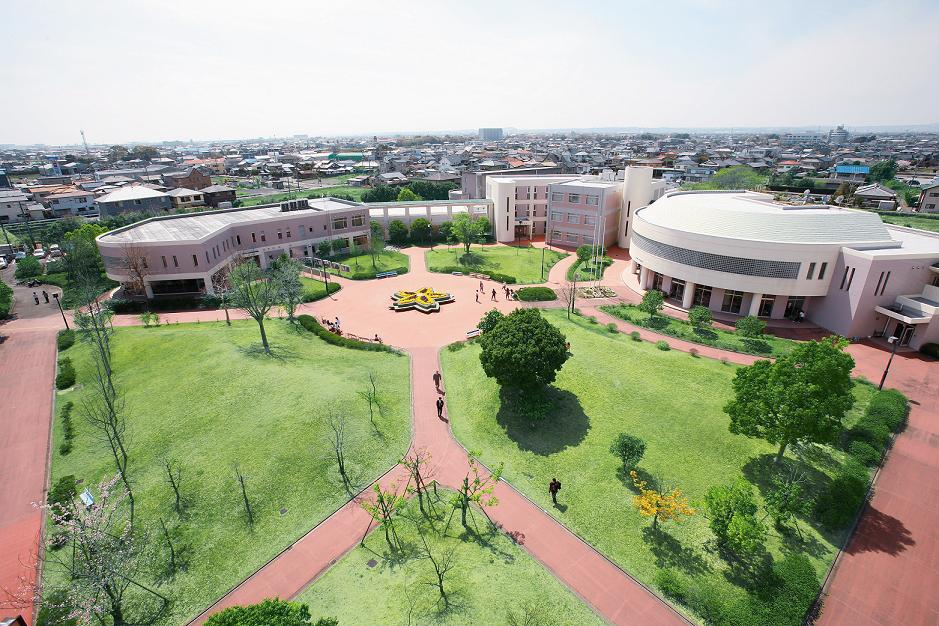
静岡福祉大学

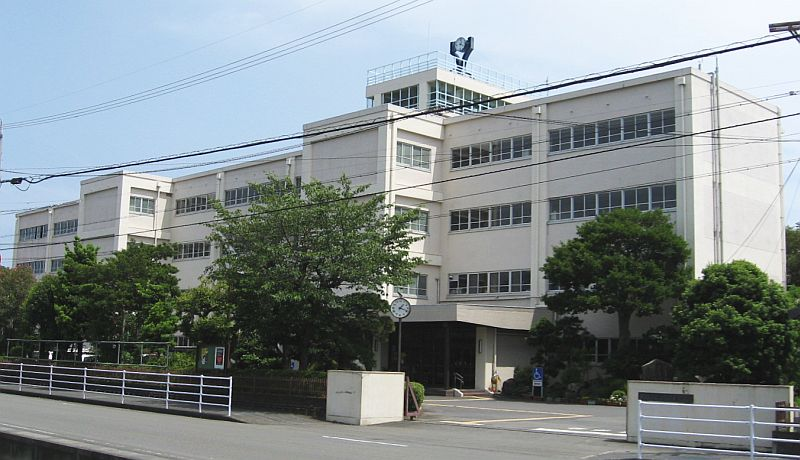
静岡県立焼津中央高等学校

### 大学
私立
- 静岡福祉大学

### 専門学校
県立
- 静岡県立漁業高等学園

公立
- 組合立静岡県中部看護専門学校

### 高等学校
県立
- 静岡県立清流館高等学校
- 静岡県立焼津中央高等学校
- 静岡県立焼津水産高等学校

私立
- 焼津高等学校

### 中学校
市立
- 焼津市立焼津中学校
- 焼津市立大村中学校
- 焼津市立豊田中学校
- 焼津市立小川中学校
- 焼津市立東益津中学校
- 焼津市立大富中学校
- 焼津市立和田中学校
- 焼津市立港中学校
- 焼津市立大井川中学校

### 小学校
市立
- 焼津市立焼津東小学校
- 焼津市立焼津西小学校
- 焼津市立焼津南小学校
- 焼津市立豊田小学校
- 焼津市立小川小学校
- 焼津市立東益津小学校
- 焼津市立大富小学校
- 焼津市立和田小学校
- 焼津市立港小学校
- 焼津市立黒石小学校
- 焼津市立大井川東小学校
- 焼津市立大井川西小学校
- 焼津市立大井川南小学校

### 幼稚園
- 焼津市立大富幼稚園
- 焼津市立和田幼稚園
- 焼津市立さつき幼稚園
- 焼津市立大井川南幼稚園
- 焼津市立静浜幼稚園
- 焼津市立静浜幼稚園下藤分園
- 焼津市立大井川西幼稚園
- 焼津幼稚園
- 新屋幼稚園
- 西町幼稚園
- 小川幼稚園
- みなと幼稚園
- 弘香幼稚園
- 暁幼稚園
- 焼津豊田幼稚園
- みやじま幼稚園
- 焼津中央幼稚園
- まどか幼稚園
- 三和幼稚園
- すみれ台幼稚園

### 保育所
市立
- 焼津市立小川保育園
- 焼津市立旭町保育園
- 焼津市立石津保育園
- 焼津市立大井川保育園
- 焼津南保育園

私立
- さくら保育園
- なかよし保育園
- たかくさ保育園
- ふたば保育園
- ゆりかご保育所
- 第三ゆりかご保育所
- 明星保育園
- なかよし大富保育園

## 交通

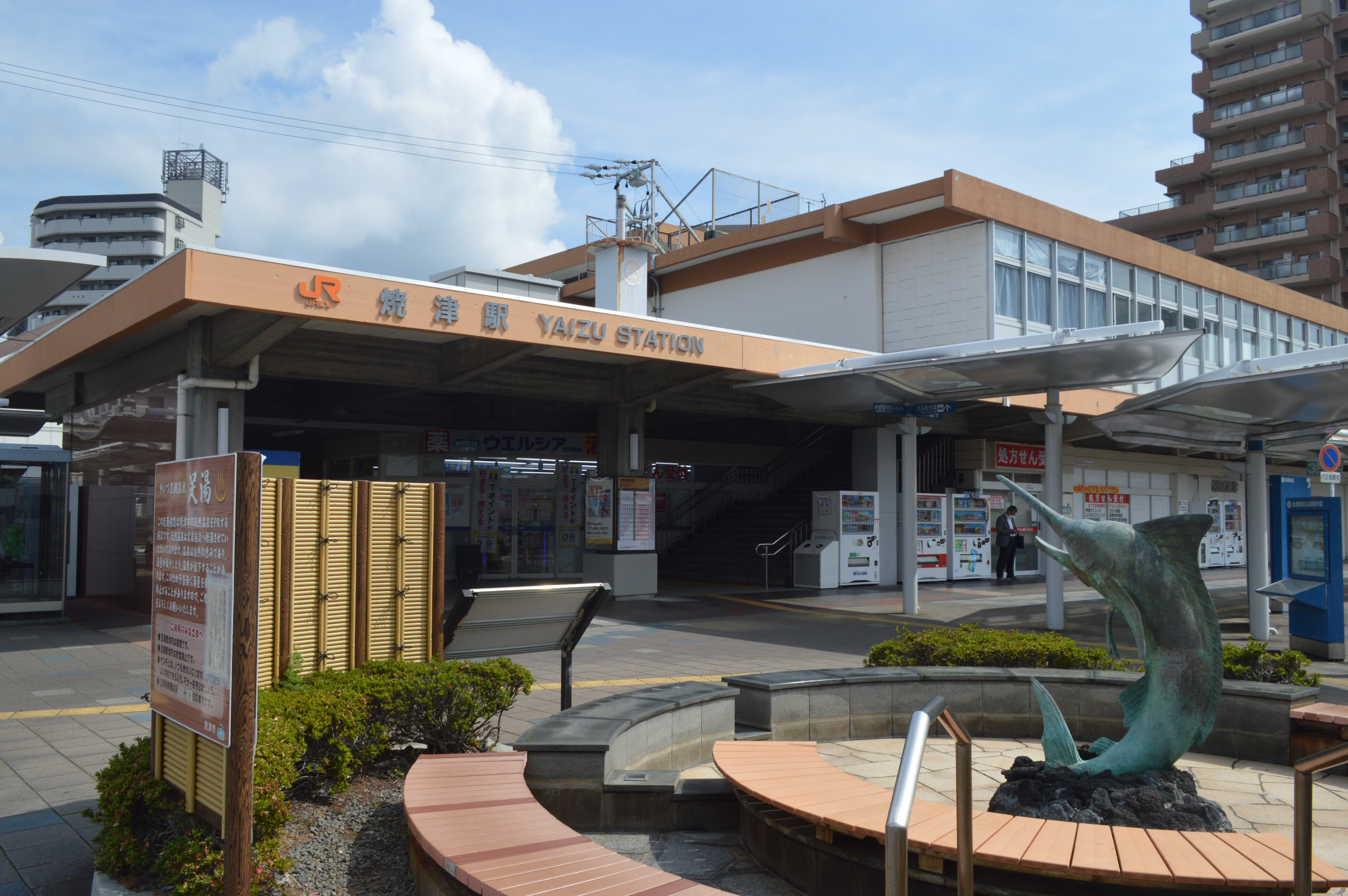
焼津駅

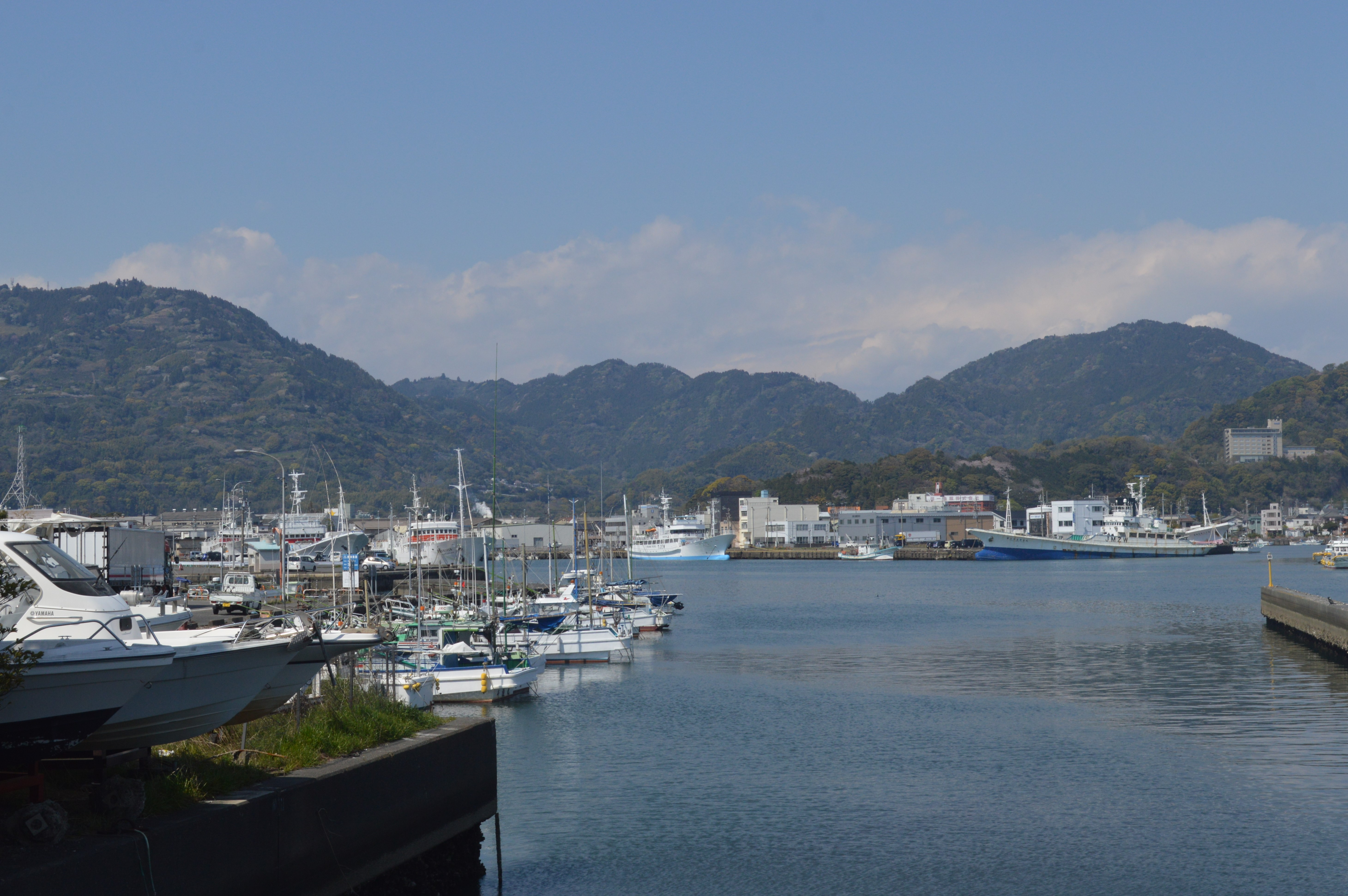
焼津漁港

### 鉄道
中心となる駅：焼津駅

#### 鉄道路線
東海旅客鉄道（JR東海）
- CA東海道本線：（駿河区）- 焼津駅 - 西焼津駅 -（藤枝市）

また、東海道新幹線が静岡駅-掛川駅間で焼津市を通過している

### バス

#### 路線バス
- しずてつジャストライン
- 焼津市自主運行バス（焼津駅循環＝ゆりかもめ・さつき、大井川焼津線）

#### 高速バス
- JR東海バス：東名ハイウェイバス 東名焼津西BS、東名大井川BS

#### デマンド型乗合タクシー
- くるりん号：大井川地区

### 航路

#### 港湾
- 焼津漁港：遠洋漁業（マグロ、カツオ）の拠点。旧焼津漁港、旧小川漁港及び両港の中間に埋立て開発された旧焼津新港によって構成されている。
  - 焼津地区 - 旧焼津魚港に相当する地区。遠洋漁業主体
  - 新港地区 - 旧焼津新港に相当する地区。商業区画が多く、アクアスやいづなどもこの地区に建設されている。
  - 小川地区 - 旧小川漁港に相当する地区。近海漁業主体でサバの水揚げが多い。
- 大井川漁港：桜エビ、シラス漁。また、油槽所があり、石油が陸揚げされている。

### 道路

#### 高速道路
中日本高速道路（NEXCO中日本）
- E1東名高速道路：（駿河区）- 日本坂PA - 焼津IC - 焼津西BS - 大井川焼津藤枝SIC - 大井川BS -（吉田町）

#### 国道
- 国道150号

#### 県道
主要地方道
- 静岡県道30号焼津藤枝線
- 静岡県道31号焼津榛原線
- 静岡県道33号藤枝大井川線
- 静岡県道81号焼津森線

一般県道
- 静岡県道213号焼津岡部線
- 静岡県道222号上青島焼津線
- 静岡県道226号高洲和田線
- 静岡県道227号島田大井川線
- 静岡県道342号河原大井川港線
- 静岡県道355号焼津大井川線
- 静岡県道416号静岡焼津線

## 観光

### 名所・旧跡
主な城郭
- 石脇城
- 方ノ上城
- 小川城
- 花沢城

主な寺院
- 千手観音 大覚寺全珠院
- 林叟院
- 香集寺

主な神社
- 那閉神社
- 焼津神社

主な史跡
主な遺跡
- 兎沢古墳群
- 奥屋敷古墳群
- 筧沢古墳群
- 笛吹段古墳群

### 観光スポット
- 花沢の里（国の重要伝統的建造物群保存地区）
- 焼津さかなセンター
- 大崩海岸
- 焼津黒潮温泉
- 笑福の湯
- アクアスやいづ
- 石原水産マリンステーション

公園
- 笛吹段公園
- 栃山川自然生態観察公園
- 大井川野鳥園
- 静岡県立水産試験場
- 静岡県立焼津青少年の家

## 文化・名物

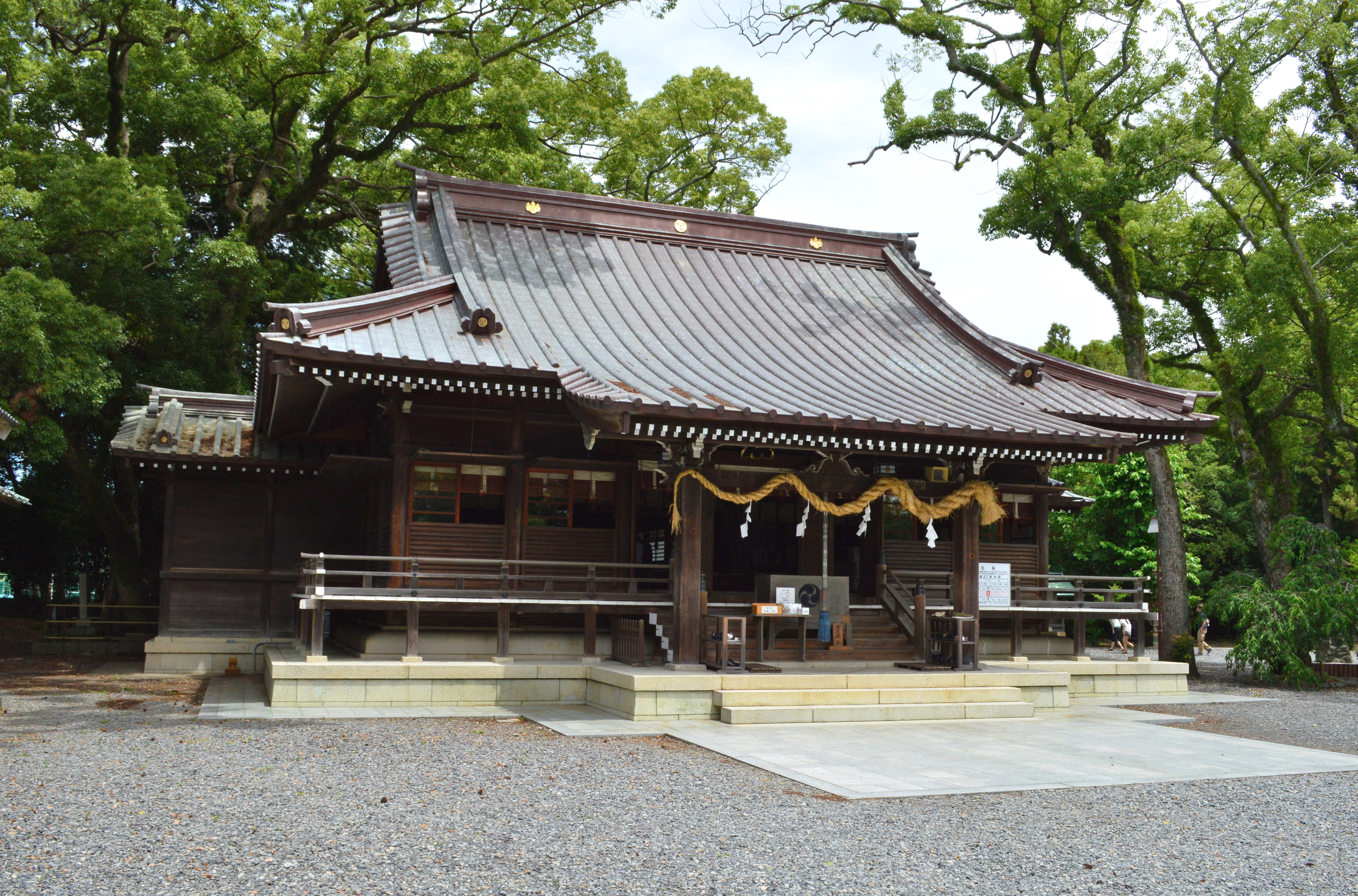
焼津神社

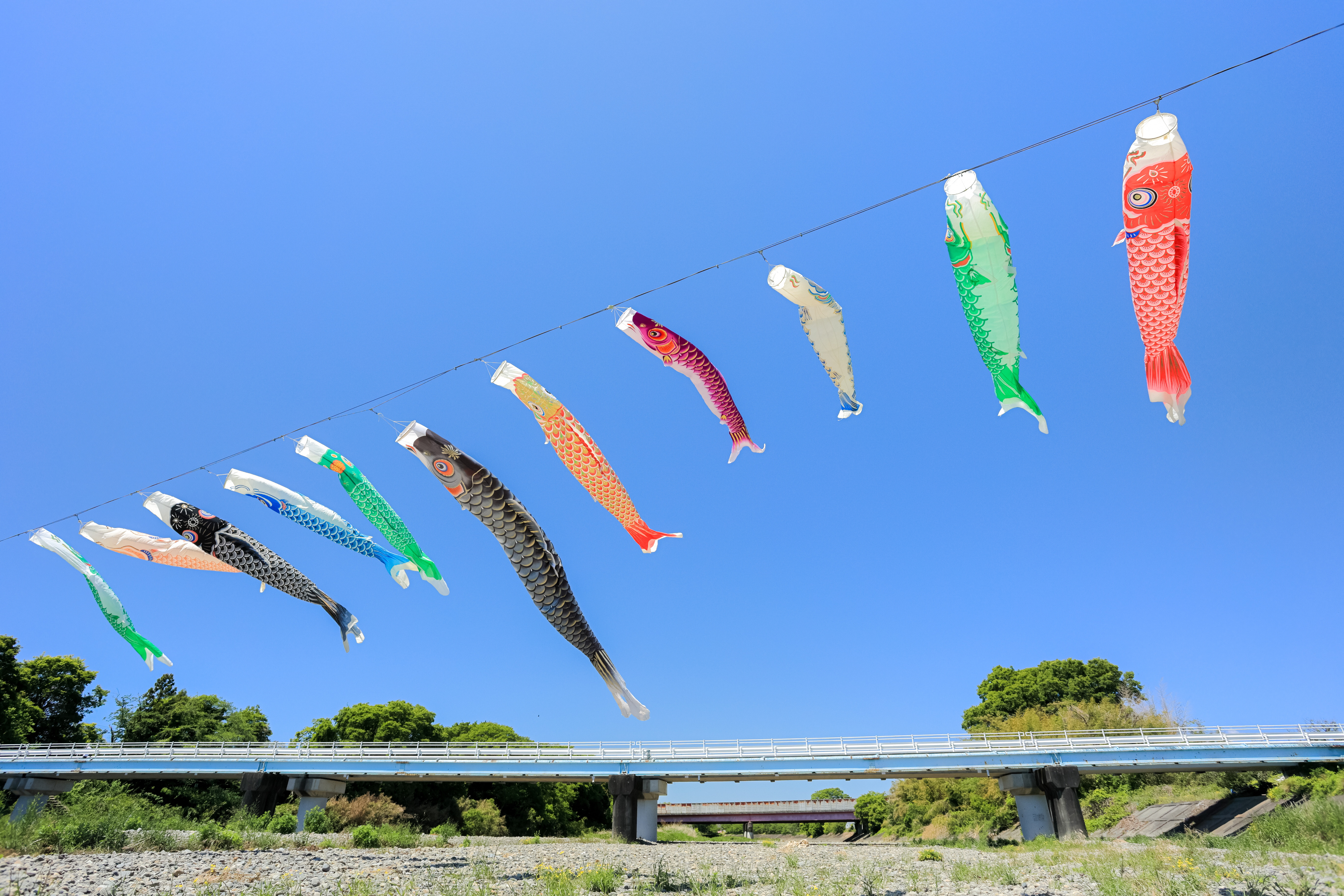
瀬戸川の鯉幟

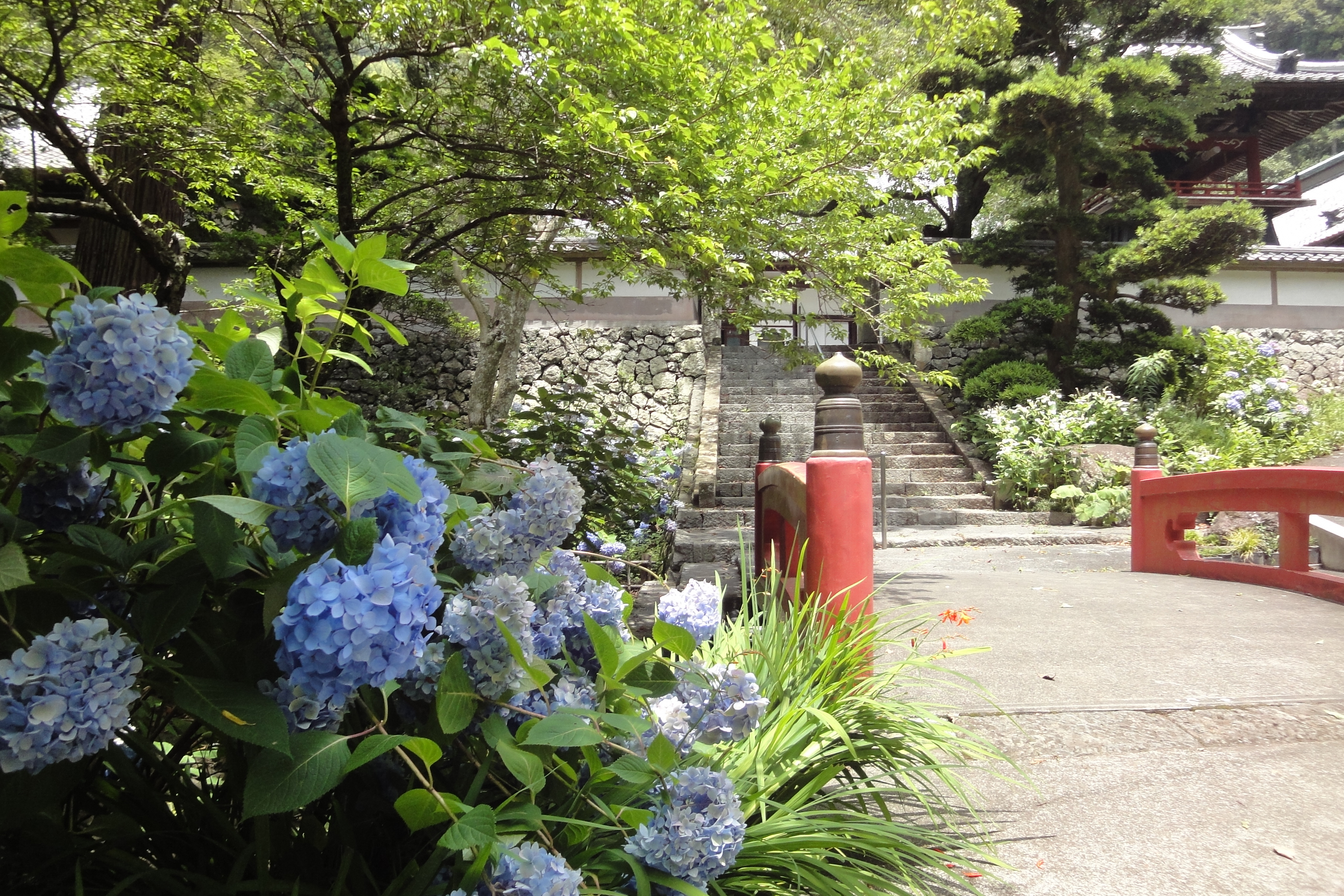
林叟院の紫陽花

### 祭事・催事
- 虚空蔵尊ダルマ市と香集寺（2月23日）
- 山の手さくらまつり（2月下旬）
- 長徳寺の本開帳と例祭（2月末日）
- ビキニ・デー（3月1日）
- 藤守の田遊び（3月17日）
- 地引網（和田浜 3月中旬～10月下旬頃）
- 水天宮祭り（4月5日）
- 焼津みなとまつり・焼津みなとマラソン（4月第2日曜日）
- 大井川港朝市（4月29日）
- 静浜基地航空祭（5月下旬）
- 踊夏祭（おどらっかさい）（7月下旬）
- 焼津神社荒まつり（8月12,13日）
- 海上花火大会（8月14日）
- 子安神社の祭典（8月下旬土日）
- 吉永八幡宮の大祭（9月中旬（3年に1度））
- 上小杉八幡宮の神相撲と流鏑馬（10月10日）
- 小川港さば祭り（10月下旬～11月）
- えびす講市（栄町 西宮神社 11月19日）

### 名産・特産
- 八丁櫓
- 浜言葉（浜通り、独特の方言）[28]
- 弓道用具
- 焼津おでん
- 藤守の田遊び

### スポーツ

#### 野球
- 焼津マリーンズ（JABA・社会人野球）

#### サッカー
- 藤枝MYFC（Jリーグ・J2）

#### バスケットボール
- 焼津GRユナイテッド（3x3.EXE）

## 出身関連著名人

### 出身著名人
芸術家
- 石田徹也（画家）
- 長谷川逸子（建築家）

スポーツ選手
- 久保山由清（サッカー選手）
- 佐野克彦（サッカー選手）
- 鈴木正治（サッカー選手）
- 三上明紀（サッカー選手）
- 見崎充洋（サッカー選手）
- 松永行（サッカー選手）
- 松永信夫（サッカー選手）
- 松永碩（サッカー選手）
- 村松大輔（サッカー選手）
- 谷澤達也（サッカー選手）
- 川端崇義（プロ野球選手）
- 田所善治郎（プロ野球選手）
- 興津立雄（プロ野球選手）
- 牧田和久（プロ野球選手）
- 増井浩俊（プロ野球選手）
- 安竹俊喜（プロ野球選手）
- 片山伸次（大相撲力士）
- 翠富士一成（大相撲力士）
- 吉井虹（大相撲力士）
- 聖富士哲平（大相撲力士）
- 松永共広（レスリング選手）
- ハーレー斉藤（プロレスラー）

その他
- 青野照市（将棋棋士）
- 五十嵐雅 (声優)
- 鎌倉千秋（NHKアナウンサー）
- 村松学（競馬騎手）
- すほうれいこ（タレント）
- 櫻井音乃（グラビアアイドル）
- 萩原章嘉（読売テレビアナウンサー）
- 萩原隆雄（札幌テレビアナウンサー）
- 法月惣次郎（天体望遠鏡製作者）
- 鈴木亜季（プロボウラー）
- 松本光一（実業家、 株式会社TENGA社長）
- 原田令嗣（NHK報道局衛星放送部長、衆議院議員）
- 青木詩織（SKE48・やいづ親善大使）
- ゆりか（とちおとめ25）
- 増田守人（ミュージカル俳優）
- 久保山愛吉（第五福竜丸被爆事件の被害者）
- 瀬戸口みづき（漫画家）
- 山田由起子（女優）
- 朝倉真司（パーカッショニスト・ドラマー）
- 土肥潤也（社会事業家）
- 加藤英明（生物学者）

## 焼津を舞台とした作品

### 文学
- 焼津にて（『霊の日本』の最終章）・乙吉のだるま（小泉八雲）

### 映画
- ゴジラ・モスラ・キングギドラ 大怪獣総攻撃（2001年12月15日公開）
- 第五福竜丸

### 漫画・ドラマ
- 女かじき特急便
- それゆけ!レッドビッキーズ
- 悪魔のKISS（舞台になってはいないが、主人公3人の出身地が焼津市という設定）
- 虹色定期便（2001年度、2005年度）
- 包丁人味平（「荒磯の板場の巻」～「料理の"こころ"の巻」）